# …ひとりでいいの
『…ひとりでいいの』は、日本テレビ系列で1992年1月11日から3月21日に『土曜グランド劇場』枠で放送されたテレビドラマ。平均視聴率は10.5%。

## 内容
北川まどかは商社の総務課に勤めるOL。まどかは同僚の星野と婚約するが、まどかのことを快く思わないルミ子ら他の女子社員たちの嫉妬は募る一方。ある日、新しい総務課長に就任した津村にまどかがプロポーズされる。しかし津村は寿子と深い関係にあった。まどかは星野との婚約を白紙に戻すが･･･

## キャスト
- 北川まどか：沢口靖子
- 青山寿子：かたせ梨乃
- 星野太郎：別所哲也
- 山下ルミ子：石田ゆり子
- 西村若葉：高橋里華
- 久保係長：阪田マサノブ
- 原田敏之：渡部篤郎
- 吉田：松田直史
- 木元朱美：芳本美代子
- 北川真一：美木良介
- 北川芳枝：吉行和子
- 津村剛彦：村上弘明

## 主題歌・挿入歌
- 「Urban Dance」氷室京介（東芝EMI）
  - 「ONE HAND ONE HEART」「IN HIS MIND」デビー・ギブソン（MMG）

## スタッフ
- 企画：平林邦介
- 脚本：内館牧子
- 演出：吉野洋、斎藤郁宏、金田和樹
- 演出補：池添博
- 音楽：久米大作
- 技術：原田伸夫
- 照明：川根一晴
- カメラ：飯山孫八
- 音声：岡田平次
- 音響効果：諸橋毅一
- 編集：伊藤信行
- VE：大沼成康
- MA：山崎茂己
- 美術：平井尭、小村一朗
- 装置：清浩久
- 装飾：北村隆
- 衣装：桜庭圭三
- 持道具：森本武晴
- メイク：益田ともみ、青柳光重、鎌田真由美
- 特効：山室敦嗣
- 造園：浜野義雄
- 活花：笠松信之
- スタイリスト：野呂牧子、進藤万里子、市原みちよ、倉田早苗
- 記録：渡辺澄乃
- 製作進行：鳩谷真理
- スチール：村田のり子
- 広報：辻澄子
- タイトル：布村順一
- 技術協力：NTV映像センター
- プロデューサー：小山啓、安念正一

## サブタイトル
| 話数 | 放送日         | サブタイトル      | 演出     |
| ---- | -------------- | ----------------- | -------- |
| 1    | 1992年 1月11日 | 愛で燃えつきたい  | 吉野洋   |
| 2    | 1月18日        | 炎の愛をあげたい  | 吉野洋   |
| 3    | 1月25日        | 初めての絶体絶命  | 斎藤郁宏 |
| 4    | 2月1日         | 愛が嘘をつかせた  | 斎藤郁宏 |
| 5    | 2月8日         | 絶叫バレンタイン  | 吉野洋   |
| 6    | 2月15日        | あの頃の君でいて  | 吉野洋   |
| 7    | 2月22日        | ぼくの美しい君    | 金田和樹 |
| 8    | 2月29日        | 愛もなく抱かれた  | 斎藤郁宏 |
| 9    | 3月7日         | 愛を忘れたいのに  | 斎藤郁宏 |
| 10   | 3月14日        | 恋する女達の反乱  | 吉野洋   |
| 11   | 3月21日        | 涙よりも美しく･･･ | 吉野洋   |

## 小説
脚本担当の内館牧子が執筆し、翌1993年に長篇小説として出版。
| 日本テレビ 土曜グランド劇場                          | 日本テレビ 土曜グランド劇場           | 日本テレビ 土曜グランド劇場            |
| 前番組                                               | 番組名                                | 次番組                                 |
| ---------------------------------------------------- | ------------------------------------- | -------------------------------------- |
| 結婚しないかもしれない症候群 (1991.10.19-1991.12.21) | …ひとりでいいの (1992.1.11-1992.3.21) | 子供が寝たあとで (1992.4.18-1992.6.27) |